# Alkım
Alkım ist ein türkischer Vorname und Familienname. Den Vornamen können sowohl Männer als auch Frauen tragen. Der Name Alkım ist türkischer Herkunft und bedeutet „Regenbogen“.

## Namensträger

### Familienname
- Bahadır Alkım (1915–1981), türkischer Vorderasiatischer Archäologe